# Liceo Stendhal (Milano)
Il Liceo "Stendhal" (Lycée "Stendhal" in francese) è una scuola franco-internazionale primaria e secondaria di Milano, situata in via Laveno, vicino a piazzale Segesta. La scuola è in gestione diretta dall'Agence pour l'enseignement français à l'étranger e comprende vari gradi di istruzione dalla scuola materna sino al liceo, in preparazione al baccalauréat.

## Storia
Fino al 1948, i ragazzi francesi che vivevano a Milano venivano educati in un istituto religioso, la scuola "Jeanne d'Arc". Questo istituto non forniva un'istruzione fino al baccalaureato: gli studenti erano dunque obbligati a continuare i loro studi in Francia.
Nel 1948, invece, i primi corsi di francese furono organizzati su iniziativa della Camera di Commercio Francese in Italia. Le lezioni furono fatte presso la sede della CFCI (Chambre Française de Commerce d'Industrie) a Milano, in via Meravigli.
La prima classe era composta da sei studenti. Qualche anno dopo, la scuola accoglieva 42 studenti in un appartamento in via Rugabella. Nel 1955 aveva 133 studenti e nel 1960 c'erano alunni dalla sixième (primo media) alla terminal (ultimo anno del liceo) suddivisi in 7-8 stanze.
Nel 1959, in occasione della visita del generale De Gaulle, il Comune di Milano concesse alla Camera di Commercio il terreno di via Laveno per costruire una scuola. Nel 1961 c'erano già 163 studenti divisi in 17 classi. Nel 1969 la scuola contava 430 studenti. Nel 1970 fu costruita la parte dedicata alla scuola primaria, nel 1979 la palestra e nel 1983 fu aggiunto un secondo piano. Per finanziare tutto questo, le sovvenzioni si moltiplicarono; anche l'ANEFE (Association Nationale des Écoles Françaises à l'étranger) fornì un aiuto finanziario.
Durante questo periodo (fino al 1983) la scuola fu diretta dalla signora Michelle Meyer.
Furono intrapresi dei lavori di ristrutturazione che durarono tre anni, ma, nonostante questo, la scuola continuò a funzionare. Furono costruite la nuova scuola elementare e la palestra così la scuola fu rinnovata.

## Avvenimenti salienti
23 febbraio 2000:
L'ambasciatore francese e Gabriele Albertini, sindaco di Milano, firmano un accordo su una concessione allo Stato francese di 7500 m² e un'area adiacente di 8000 m².
Maggio 2004:
Gli alunni, dai corsi della materna al CM2 (5° elementare), si trasferiscono nei nuovi locali.
Settembre 2006:
L'intero edificio è finalmente aperto a tutti gli studenti.
10 maggio 2008:
La scuola festeggia sessant'anni di attività.
Dicembre 2010:
Viene creata l' Association des Anciens du Lycée Stendhal de Milan (archiviato dall'url originale il 17 ottobre 2021). (Associazione degli ex-allievi del Liceo "Stendhal" di Milano), che raggruppa più di 500 ex-studenti.
19 maggio 2018:
Il Liceo "Stendhal" di Milano festeggia settant'anni di attività.